# Gerfried Werner Hunold
Gerfried Werner Hunold OFM (* 18. April 1938 in Oldenburg (Oldb) als Werner Hunold; † 14. November 2022 in Tübingen) war ein deutscher römisch-katholischer Ordensgeistlicher, Theologe und Ethiker.

## Leben
Werner Hunold war der Sohn des Kaufmanns Franz Hunold und seiner Ehefrau Katharina, geb. Steden. Er besuchte die Schule in Oldenburg, in Attendorn und das Kolleg St. Ludwig in Vlodrop (Niederlande). Dort legte er am 16. Februar 1959 das Abitur ab, trat am 8. April 1959 in Rietberg in die damalige Sächsische Franziskanerprovinz (Saxonia) ein und erhielt den Ordensnamen Gerfried. Am 19. April 1963 legte er die ewige Profess ab. Nach philosophisch-theologischen Studien in Warendorf und Paderborn wurde er am 22. Juli 1965 in Paderborn zum Priester geweiht.
Er schloss ein Spezialstudium der Moraltheologie, Sozialwissenschaften und Psychologie an und war als Stipendiat der Deutschen Forschungsgemeinschaft von 1967 bis 1970 wissenschaftlicher Assistent am moraltheologischen Seminar der Rheinischen Friedrich-Wilhelms-Universität Bonn, wo er am 18. November 1971 promoviert wurde und sich am 3. Februar 1979 habilitierte.
Von 1971 bis 1980 war er Professor für Moraltheologie an der Philosophisch-Theologischen Hochschule der Franziskaner und Kapuziner Münster. An der Universität-Gesamthochschule Paderborn (1978–1979) und Universität zu Köln (1979–1980) hatte er Lehraufträge sowie eine Gastprofessur für Ethik und Weltanschauungsfragen an der RWTH Aachen (1979–1980). Vom 28. April 1981 bis zu seiner Emeritierung 2003 war er Lehrstuhlinhaber für Theologische Ethik an der Eberhard Karls Universität Tübingen, danach lehrte er als Emeritus. Neben seiner wissenschaftlichen Tätigkeit war er stets in der Seelsorge engagiert.
Hunold starb am 14. November 2022 nach schwerer Krankheit in Tübingen.

## Wirken
Zu Hunolds Lehr- und Forschungsschwerpunkten zählte neben der Grundsatzfragen der theologischen Ethik der Austausch zwischen den verschiedenen wissenschaftlichen Disziplinen, insbesondere mit den Humanwissenschaften und der Soziologie. Intensiv befasste er sich mit Themen der Bioethik, Genetik und Embryonenforschung, Medien- und Kulturethik, politischen und interkulturellen Ethik sowie dem Konzept der (moralischen) Identität.
Er war Mitglied der Europäischen Akademie für Umweltfragen, der Arbeitsgruppe Bioethik der Deutschen Bischofskonferenz und des europäischen Netzwerks Medienethik, Consultor der Société Francaise de Reflexion Bioéthique in Paris und Leiter des Forschungsprojektes Humangenetik, Embryonenforschung und Ethik im Auftrag des Bundesministeriums für Forschung und Technologie. Er war Gründer und Herausgabe der Zeitschrift Forum Medienethik (kopaed-Verlag). Darüber hinaus hat er die Reihe Forum Interdisziplinäre Ethik (Peter Lang Verlag) begründet, in der seit ihrem Bestehen 1991 über 30 Bände erschienen sind. Ebenso ist er Mitherausgeber des dreibändigen Lexikons für Bioethik und des zweibändigen Lexikons der christlichen Ethik.
Hunold engagierte sich für die Bildung von Jugendlichen und jungen Erwachsenen, insbesondere in Ländern, die nicht allen Kindern und Jugendlichen öffentlichen Zugang zu Bildung gewähren. Sie sollen durch die Vergabe von Stipendien gefördert werden. Eine von ihm 2022 begründete Stiftung zur Förderung von Studierenden mit geringem Einkommen und des interkulturellen Austauschs ist nach ihm benannt.

## Werke (Auswahl)
- Ethik im Bannkreis der Sozialontologie. Eine theologisch-moralanthropologische Kritik des Personalismus, 1974 (Dissertation)
- Identität und Norm. Studien zur sittlichen Struktur des Individuellen im Sozialen, 1978 (Habilitation)
- Die Welt für morgen. Ethische Herausforderungen im Anspruch der Zukunft; [Franz Böckle zum 65. Geburtstag zugeeignet], Kösel, München 1986, ISBN 3-466-20276-0.
- Ethik im Bannkreis der Sozialontologie. Eine theologisch-moralanthropologische Kritik des Personalismus (= Europäische Hochschulschriften. Reihe 23. Theologie. Band 29). Lang, Frankfurt am Main/Bern 1974, ISBN 3-261-01074-6 (zugleich Dissertation, Bonn 1971).
- mit Clemens Kappes: Aufbrüche in eine neue Verantwortung. Eine annotierte Bibliographie katholischer Beiträge für die interdisziplinäre Diskussion ethischer Fragen der Humangenetik und Embryonenforschung. Ergebnisse aus einem Forschungsprojekt der Arbeitsgemeinschaft Katholisch-Sozialer Bildungswerke in der Bundesrepublik Deutschland (AKSB). Herder, Freiburg im Breisgau/Basel/Wien 1991, ISBN 3-451-22580-8.

Herausgeber
- Grenzbegehungen. Interdisziplinarität als Wissenschaftsethos (Forum interdisziplinäre Ethik, Band 11), Lang, Frankfurt/M. 1995, ISBN 3-631-47331-1.
- mit Thomas Laubach, Andreas Greis: Theologische Ethik. Ein Werkbuch, Francke, Tübingen 2000, ISBN 3-8252-1966-6.
- mit Klaus Koziol, Andreas Greis: Medienethik. Ein Arbeitsbuch, Francke, Tübingen 2003, ISBN 3-8252-2370-1.
- mit Jochen Sautermeister: Lexikon der christlichen Ethik, Zwei Bd., Herder 2003, ISBN 978-3-451-22041-8

Festschriften
- Thomas Laubach (Hrsg.): Ethik und Identität. Festschrift für Gerfried W. Hunold zum 60. Geburtstag, Francke, Tübingen 1998, ISBN 3-7720-2188-3.
- Gerhard Droesser (Hrsg.): Lebensfragen. Festschrift für Gerfried W. Hunold (Moderne, Kulturen, Relationen, Band 15), Lang, Frankfurt/. 2013, ISBN 978-3-631-63468-4.